# APUS i-2
 (novembre 2024).
La mise en forme du texte ne suit pas les recommandations de Wikipédia : il faut le « wikifier ».
Les points d'amélioration suivants sont les cas les plus fréquents. Le détail des points à revoir est peut-être précisé sur la page de discussion.
- Les titres sont pré-formatés par le logiciel. Ils ne sont ni en capitales, ni en gras.
- Le texte ne doit pas être écrit en capitales (les noms de famille non plus), ni en gras, ni en italique, ni en « petit »…
- Le gras n'est utilisé que pour surligner le titre de l'article dans l'introduction, une seule fois.
- L'italique est rarement utilisé : mots en langue étrangère, titres d'œuvres, noms de bateaux, etc.
- Les citations ne sont pas en italique mais en corps de texte normal. Elles sont entourées par des guillemets français : « et ».
- Les listes à puces sont à éviter, des paragraphes rédigés étant largement préférés. Les tableaux sont à réserver à la présentation de données structurées (résultats, etc.).
- Les appels de note de bas de page (petits chiffres en exposant, introduits par l'outil «  Source ») sont à placer entre la fin de phrase et le point final[comme ça].
- Les liens internes (vers d'autres articles de Wikipédia) sont à choisir avec parcimonie. Créez des liens vers des articles approfondissant le sujet. Les termes génériques sans rapport avec le sujet sont à éviter, ainsi que les répétitions de liens vers un même terme.
- Les liens externes sont à placer uniquement dans une section « Liens externes », à la fin de l'article. Ces liens sont à choisir avec parcimonie suivant les règles définies. Si un lien sert de source à l'article, son insertion dans le texte est à faire par les notes de bas de page.
- La présentation des références doit suivre les conventions bibliographiques. Il est recommandé d'utiliser les modèles {{Ouvrage}}, {{Chapitre}}, {{Article}}, {{Lien web}} et/ou {{Bibliographie}}. Le mode d'édition visuel peut mettre en forme automatiquement les références.
- Insérer une infobox (cadre d'informations à droite) n'est pas obligatoire pour parachever la mise en page.

Pour une aide détaillée, merci de consulter Aide:Wikification.
Si vous pensez que ces points ont été résolus, vous pouvez retirer ce bandeau et améliorer la mise en forme d'un autre article.
 (novembre 2024).
Dimensions
L'APUS i-2 est un avion à hydrogène (surnommé Mira par les salarié de l'avionneur APUS). Il a été présenté à l'aérodrome de Strausberg près de Berlin par le PDG d'Apus, Phillip Scheffel, en présence du ministre de l'Économie du Brandebourg, Jörg Steinbach (de) le 6 septembre 2024.

## Aspects et  conception
Ce bimoteur, conçu pour quatre passagers, offre une autonomie de 500 milles nautiques grâce à un système hybride avec deux piles à hydrogène PowerCell et deux moteurs électriques de 135 kW chacun. Apus a consacré dix ans à cette technologie, avec trois ans sur le modèle i-2.

## Certification et développement
Certifié par l'EASA pour le vol propulsé, l'APUS i-2 vise une certification complète d'ici 2027, tandis que cet avionneur développe également l'APUS i-5, un quadrimoteur pour le transport de marchandises, pour une aviation durable dans les aéroports allemands ; et la série APUS i-5 aura des versions hybrides pour passagers et fret, en partenariat avec Rolls-Royce.

## Système de stockage
L'APUS i-2 dispose d'un système de stockage d’hydrogène dans des réservoirs tubulaires intégrés aux ailes, fabriquées en matériaux composites et conçues en une seule pièce. Les moteurs bénéficient d’un système pour assurer une alimentation sécurisée en cas de panne. Il devrait être commercialisé en 2028 au prix d'1,1 million €.

## Engagement environnemental
L'APUS i-2 est conçu pour être 100 % neutre en carbone, tout en évitant l'utilisation de minéraux rares. Pour cette conception, l'avionneur APUS a reçu des distinctions comme le « Zukunftspreis Brandenburg » et le titre de « Newcomer of the Year ».

## Synthèse du projet
Fondée en 2014, APUS a développé l’i-2, un avion à hydrogène de quatre places, prévu pour son premier vol fin 2024. Le projet a débuté en 2011, menant à la création d'APUS pour concevoir des avions à faibles émissions. Les défis ont été le financement et le développement de la technologie des piles à hydrogène. C'est un projet aéronautique complexe, avec une ambition d'impact environnemental positif.

## Historique
1. 2011: Fondation de APUS, spécialisée dans la conception et la réparation d'avions.
2. 2023: Début du développement de l’i-2. Début du développement de l'i-2, un aéronef à hydrogène.
3. 2023: presentation de l'équipe de développement. Phillip Scheffel, Laurent Altenberger et Dipl.-Ing. Robert Adam.
4. 3 octobre 2024: Lancement de l'i-2. Cérémonie de lancement avec 300 invités, y compris le ministre de l'Économie.
5. Fin 2024 - Début 2025: Tests de vol et développement futur. Préparation pour les tests de vol et perfectionnements.
6. 2027: Approbation par l'EASA. L’i-2 devrait recevoir l'approbation de l'EASA.
7. 2028: Lancement commercial. Lancement prévu de l’i-2, suivi de nouveaux modèles pour 9, puis 19 passagers.

## Caractéristiques Techniques
Type d'aéronef: Avion de tourisme à aile fixe (catégorie normale CS-23), motorisé par pile à hydrogène.
Capacité: 4 passagers
Masse maximale au décollage (MTOM) : 2 200 kg
Autonomie: 926 km (500 NM)
Vitesse de croisière : 296 km/h (160 KTAS)
Source d'énergie : Pile à hydrogène, avec hydrogène gazeux stocké dans les ailes, utilisant la technologie "Tubestruct".
Émissions: 0 % CO₂, 0 % NOx, aucune pollution sonore.
Densité énergétique : 3 000 Wh/kg, 25 % supérieure aux réservoirs standards.
Performance: Surpasse les avions conventionnels et les nouveaux aéronefs à hydrogène.
État technologique : Non disponible sur le marché commercial ; dérivée d'autres secteurs.
Ces caractéristiques positionnent l'APUS i-2 comme un aéronef zéro émission innovant et efficace.
Considérations financières:
1. Prix: i-2 estimé à 1,4 million d’euros, i-5 à 3,8 millions.
2. Coût d'exploitation: 20 % inférieur au Cirrus SR20.
3. Financement: 40 millions d'euros levés, incluant des subventions.
4. Partenaires: Moteurs fournis par Safran, avec des technologies de Power Cell et Fraunhofer.
Projets de développement: Vol du prototype prévu pour 2024, certification pour 2025.
Stratégie de marché: Cible les particuliers et services régionaux.
Apus i-2 (petit modèle): 2 moteurs électriques de 135 kW, autonomie de 926 km.
Apus i-5 (modèle plus grand): 4 moteurs de 150 kW, capacité de 14 passagers, autonomie de 1 482 km.